# Wincanton Classic 1989
La Wincanton Classic 1989 fou la 1a edició de la Wincanton Classic. La cursa es disputà el 30 de juliol de 1989, sent el vencedor final el neerlandès Frans Maassen, que s'imposà en la meta de Newcastle.
Va ser la sisena cursa de la Copa del Món de ciclisme de 1989.

## Classificació final
|    | Ciclista           | Equip             | Temps      |
| -- | ------------------ | ----------------- | ---------- |
| 1  | Frans Maassen      | Superconfex-Yoko  | 5h 51' 21" |
| 2  | Maurizio Fondriest | Del Tongo         | + 02"      |
| 3  | Seán Kelly         | PDM-Concorde      | m. t.      |
| 4  | Etienne De Wilde   | Histor-Sigma      | m. t.      |
| 5  | Teun van Vliet     | Panasonic-Isostar | m. t.      |
| 6  | Paolo Rosola       | Gewiss-Bianchi    | m. t.      |
| 7  | Herman Frison      | Histor-Sigma      | m. t.      |
| 8  | Bruno Cornillet    | Z-Peugeot         | m. t.      |
| 9  | Sammie Moreels     | Lotto             | m. t.      |
| 10 | Stephan Joho       | Ariostea          | m. t.      |